# Edmonton
Edmonton è il capoluogo della provincia canadese dell'Alberta. Si trova nella parte centro settentrionale della provincia, un'area che conta alcune delle più fertili terre agricole delle praterie canadesi. Dopo Calgary, è la seconda città dell'Alberta, con 932 546 abitanti. La sua area metropolitana, con una popolazione stimata nel 2016 in 1 392 600 abitanti, è la quinta del Canada. Tra le città delle Americhe con più di un milione di abitanti è quella situata più a nord.

## Etimologia
Istituito come il primo insediamento permanente nell'area di quella che oggi è Edmonton, la stazione commerciale della Compagnia della Baia di Hudson di Fort Edmonton (nota anche come Edmonton House) prende il nome da Edmonton, Middlesex, Inghilterra. Il nome del forte fu scelto da William Tomison, che si occupò della sua costruzione, prendendo l'omonimo forte dalla città natale della famiglia Lake, almeno cinque dei quali furono membri influenti della Compagnia della Baia di Hudson tra il 1696 e il 1807. A sua volta, il nome di Edmonton deriva da Adelmetone, che significa 'fattoria/tenuta di Ēadhelm' (da Ēadhelm, nome personale in inglese antico, e tūn); questa forma precedente del nome appare nel Domesday Book del 1086. Fort Edmonton era anche chiamato Fort-des-Prairies da franco-canadesi, cacciatori di pelli e coureurs des bois.
Le lingue indigene si riferiscono all'area di Edmonton con più nomi che fanno riferimento alla presenza di stazioni commerciali di pellicce. In Cree, l'area è conosciuta come amiskwacîwâskahikan (ᐊᒥᐢᑿᒌᐚᐢᑲᐦᐃᑲᐣ), che si traduce in "Beaver Hills House" e fa riferimento alla vicinanza del luogo alle Beaver Hills a est di Edmonton. A Blackfoot, l'area è conosciuta come Omahkoyisi; a Nakota Sioux, l'area è conosciuta come Titâga; a Tsuutʼina, l'area è conosciuta come Nââsʔágháàchú o Nasagachoo. Il nome Blackfoot si traduce in "grande loggia", mentre i nomi Nakota Sioux e Tsuutʼina si traducono in "grande casa". A Denesuline, l'area è conosciuta come Kuę́ Nedhé, un toponimo metonimico che generalmente significa anche "città".

## Storia

### Insediamento ed esplorazione
I primi abitanti si stabilirono nell'area che oggi viene definita Edmonton intorno al 3000 a.C. o forse intorno al 10000 a.C., quando un corridoio sgombro di ghiaccio si aprì al termine dell'ultima era glaciale permettendo alla vegetazione, ai fiumi ed alla fauna di diffondersi nella regione.
Nel 1754, Anthony Henday, un esploratore che lavorava nella "Hudson's Bay Company", fu probabilmente il primo europeo ad entrare nell'area di Edmonton. Le sue spedizioni attraverso le praterie canadesi nella maggior parte furono per entrare in contatto con la popolazione aborigena con lo scopo di stabilire uno scambio di pellicce, visto che la competizione tra la Hudson's Bay Company e la North West Company era feroce. Entro il 1795, Fort Edmonton venne completato e divenne il principale mercato di libero scambio per la Hudson's Bay Company. Prese il nome dalla città natale del vice governatore della HBC, Sir James Winter Lake che era di Edmonton (Londra). Nel tardo XIX secolo, le fertili terre che circondavano Edmonton aiutarono ad attrarre coloni, istituendo ancora di più Edmonton come principale centro commerciale e agricolo. Edmonton era anche un punto di fermata per persone che speravano di poter guadagnare nella Corsa all'oro del Klondike del 1897, anche se la maggior parte decise di imbarcarsi su navi a vapore diretta verso nord, da Vancouver allo Yukon.
Riconosciuta come città nel 1904 con una popolazione di 8.350 persone, Edmonton divenne capitale dell'Alberta un anno dopo, nel settembre del 1905.

### Le due guerre

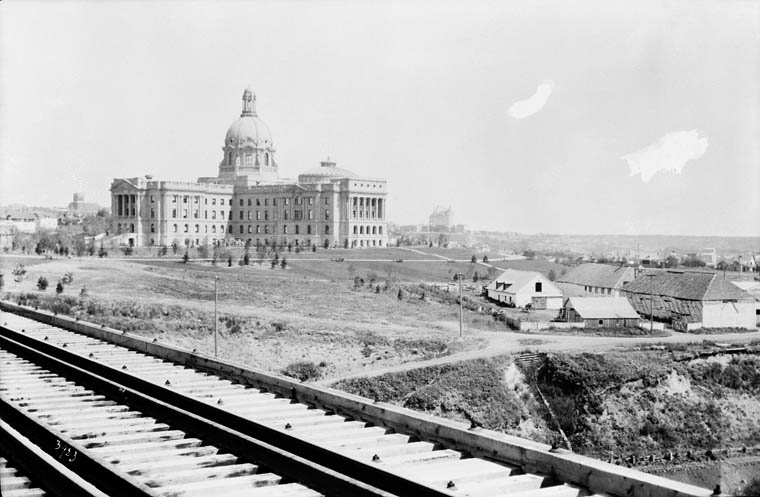
Palazzo Legislativo nel 1914

Durante i primi anni del 1910, Edmonton si sviluppò molto rapidamente; questo cambiamento fu dovuto alla speculazione nel campo immobiliare. Nel 1912, Edmonton si amalgamò con la città di Strathcona a sud del fiume North Saskatchewan. Come risultato, la città si estese a sud del fiume.
Poco prima della prima guerra mondiale il boom del campo immobiliare si concluse bruscamente; di conseguenza la popolazione cadde bruscamente da 72 500 nel 1914 a 54 000 due anni dopo. Anche il servizio di leva dell'esercito canadese contribuì al calo della popolazione. In seguito, la città recuperò lentamente in termini di popolazione e benessere economico nel corso degli anni venti e trenta, fino alla seconda guerra mondiale.

### Ilboompetrolifero
Anche se si conoscevano giacimenti di petrolio e gas naturale dal 1914, la scoperta più importante avvenne il 13 febbraio 1947 nei pressi di Leduc, al sud di Edmonton.

## Geografia fisica

### Territorio
Con una superficie di circa 684 km², superiore a quella di Chicago, Filadelfia e Detroit, Edmonton è una delle più estese città del Nord America. D'altro canto, sempre considerando le metropoli del Nord America, Edmonton ha una densità di abitanti tra le più basse.

### Clima
Edmonton ha un clima continentale con ampi estremi stagionali, con temperature diurne medie che vanno dai −11,7 °C di gennaio ai 17,5 °C di luglio.
| Edmonton                     | Mesi | Mesi  | Mesi | Mesi | Mesi | Mesi | Mesi | Mesi | Mesi | Mesi | Mesi | Mesi  | Stagioni | Stagioni | Stagioni | Stagioni | Anno  |
| Edmonton                     | Gen  | Feb   | Mar  | Apr  | Mag  | Giu  | Lug  | Ago  | Set  | Ott  | Nov  | Dic   | Inv      | Pri      | Est      | Aut      | Anno  |
| ---------------------------- | ---- | ----- | ---- | ---- | ---- | ---- | ---- | ---- | ---- | ---- | ---- | ----- | -------- | -------- | -------- | -------- | ----- |
| T. max. media (°C)           | −7,3 | −3,6  | 2,1  | 11,3 | 17,6 | 21,0 | 22,8 | 22,1 | 16,8 | 10,9 | 0,0  | −5,4  | −5,4     | 10,3     | 22,0     | 9,2      | 9,0   |
| T. min. media (°C)           | −16  | −13,1 | −7,3 | −0,3 | 5,7  | 10,0 | 12,1 | 11,1 | 5,8  | 0,3  | −8,2 | −13,9 | −14,3    | −0,6     | 11,1     | −0,7     | −1,1  |
| Giorni di gelo (Tmin ≤ 0 °C) | 31   | 28    | 28   | 15   | 2    | 0    | 0    | 0    | 2    | 14   | 28   | 30    | 89       | 45       | 0        | 44       | 178   |
| Precipitazioni (mm)          | 22,5 | 14,6  | 16,6 | 26,0 | 49,0 | 87,1 | 91,7 | 69,0 | 43,7 | 17,9 | 17,9 | 20,9  | 58,0     | 91,6     | 247,8    | 79,5     | 476,9 |
| Nevicate (cm)                | 24,5 | 15,8  | 16,8 | 13,4 | 3,5  | 0,0  | 0,0  | 0,0  | 1,5  | 7,8  | 17,9 | 22,3  | 62,6     | 33,7     | 0,0      | 27,2     | 123,5 |

## Geografia antropica

### Suddivisione amministrativa
La città di Edmonton è suddivisa in 7 settori geografici e 375 quartieri.

## Società

### Evoluzione demografica
La popolazione della città secondo il censimento del 2016 è di 932 546 abitanti.
Il 50,2 % della popolazione è di sesso femminile e il 49,8% di sesso maschile. L'età media della città è di 36,0 anni.
Nel 2006, le persone di etnia europea sono la maggioranza, tra cui: inglesi, scozzesi, tedeschi, irlandesi, ucraini, polacchi e francesi. Al 71,8% sono bianchi, 5,3% aborigeni e altre minoranze attorno al 22,9%.

## Istruzione

### Università
A Edmonton ha sede l'Università dell'Alberta, costantemente classificata tra le prime cinque università in Canada. Nel 2023 era stata classificata novantunesima nel mondo, secondo la classifica accademica delle università mondiali.

## Economia
Anche se tradizionalmente l'economia cittadina si basa sull'industria del petrolio (negli anni quaranta guadagnò l'appellativo di "Oil Capital of Canada"), negli ultimi anni si è assistito ad un notevole sviluppo di altri settori. Particolarmente attive sono le aziende di alta tecnologia come Telus, Dell, Intuit, Matrikon, BioWare e General Electric. Ciò fa sì che la città goda del tasso locale di crescita del PIL più alto del Canada, il 6,2%.

## Infrastrutture e trasporti
La città possiede una rete metrotranviaria ed è servita dall'Aeroporto Internazionale di Edmonton.

## Sport
Il principale impianto sportivo cittadino è lo Stadio del Commonwealth, dotato di circa 56.000 posti a sedere. Fu costruito in occasione dei Giochi del Commonwealth che la città ospitò nel 1978. 
Presso tale impianto Edmonton ospitò le Universiadi del 1983 e poi i Campionati del mondo di atletica leggera 2001, i quali per la prima volta nella storia si svolsero in Nord America.

Squadre sportive (massime competizioni)
Hockey su ghiaccio: Edmonton Oilers, militanti nella NHL.
Pallacanestro: Edmonton Strings, militanti nella CEBL
Football canadese: Edmonton Elks, militanti nella Canadian Football League; 
Edmonton Storm, militanti nella Western Women's Canadian Football League.
Calcio: FC Edmonton, militanti nella Canadian Premier League fino al 2022, (società chiusa).

## Galleria d'immagini

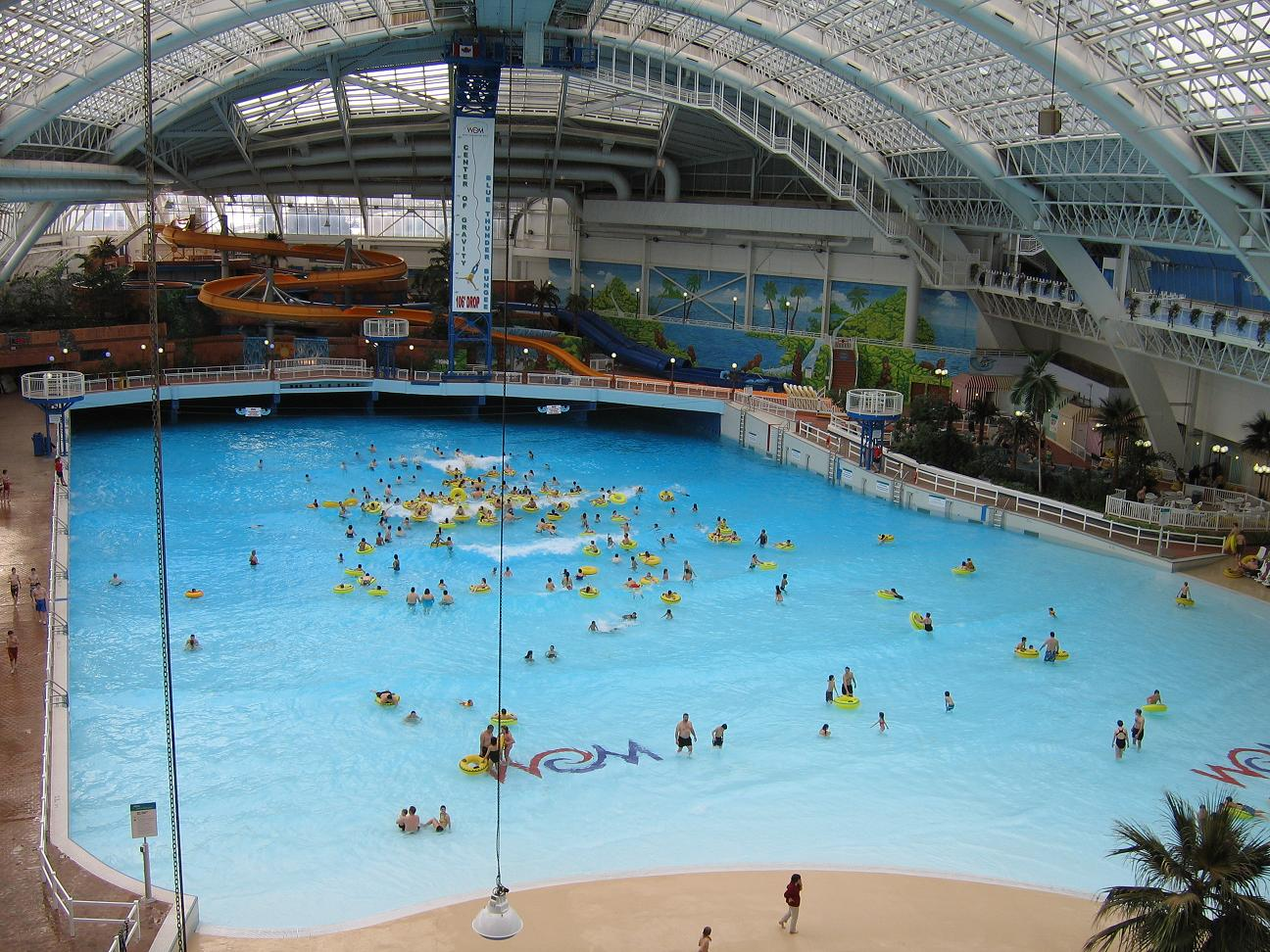
Il parco acquatico al coperto di Edmonton, all'interno del West Edmonton Mall
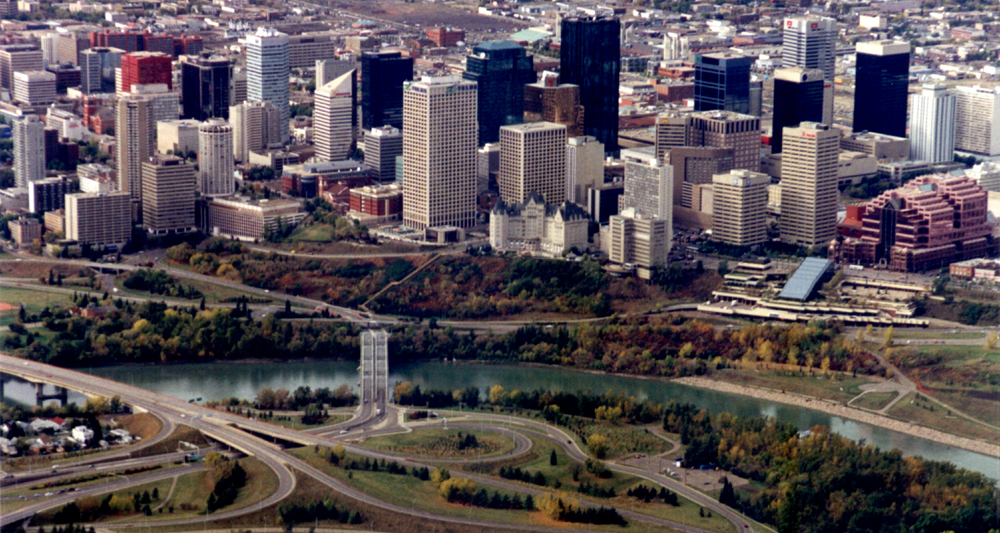
Edmonton: una panoramica del centro cittadino (Downtown)
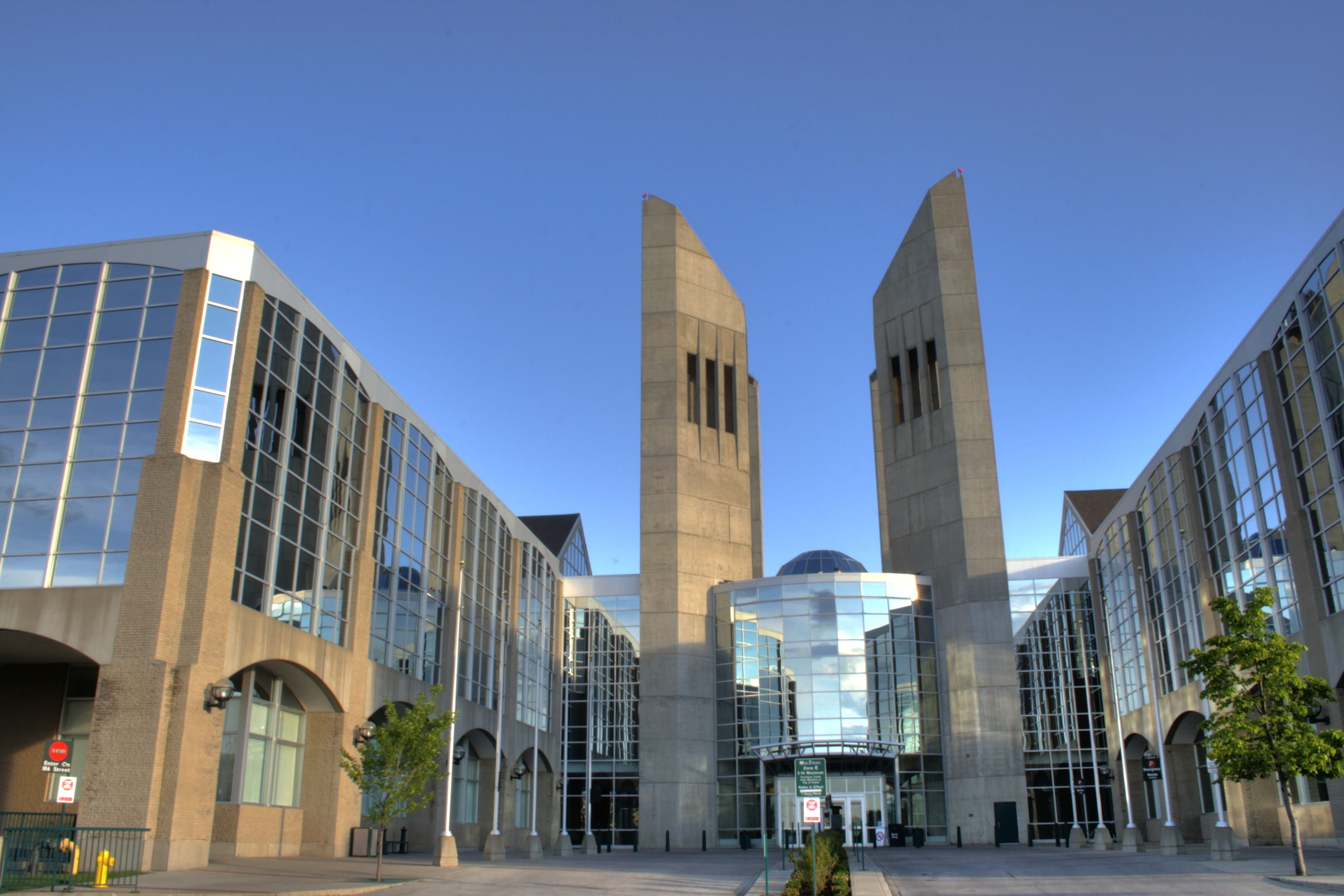
Grant MacEwan College (nel Downtown)